# Learjet 31
Learjet 31 (LJ31) — реактивний адміністративний літак виробництва компанії Learjet бізнес-класу, створений на базі Learjet 29.

## Історія літака
Learjet 31 став подальшою модернізацією літака Learjet 29. Він має два двигуни і належить до класу бізнес-джет. Основне призначення літака — перевезення офіційних осіб державних установ та комерційних організацій. Літак обладнаний пасажирським салоном високого ступеня комфорту місткістю до 8 осіб та електронними засоби, що дозволяють пасажирам працювати під час польоту.
Літак зроблений компанією Learjet, дочірньою компанією Bombardier як заміна застарілого Learjet 29.
Перший політ Learjet 31 відбувся 11 травня 1987 року. У варіанті learjet 31а літак був введений в експлуатацію в жовтні 1990 року. Ця версія відрізнялася збільшеною крейсерською швидкістю, цифровою системою авіоніки і новою панеллю приладів. Колесо носового шасі управляється за допомогою електричної системи, а лобове скло має обігрів. Модифікація Learjet 31ER має збільшену дальність польоту.
Перший серійний літак Learjet 31А, має серійний номер 31а-035, зданий в експлуатацію 15 серпня 1991 року. Останній Learjet 31А, має серійний номер 31а-242, зданий в експлуатацію 1 жовтня 2003 року.

## Модифікації

### Learjet 31
Модель літака Learjet 31 — базова модель нового сімейства літаків бізнес-джет фірми Learjet. Втілила найсучасніші розробки в області аеродинаміки та авіаційного обладнання, сучасних систем обробки і передачі інформації.

### Learjet 31A
Подальша модернізація базової версії, випущена в 1990 році. Основні зміни торкнулися пасажирського салону і кабіни. Замінено авіаційне обладнання на більш сучасне, встановлена система навігації.
У 2000 році літак знову був модернізований. Збільшені злітна і посадкова маси. Встановлена цифрова електронна система управління двигуном нового покоління і замінена система кондиціювання повітря з поділом на салонну і кабінну.

### Learjet 31A/ER
Версія літака Learjet 31A із збільшеною дальністю польоту до 3539 км.

## Експлуатанти

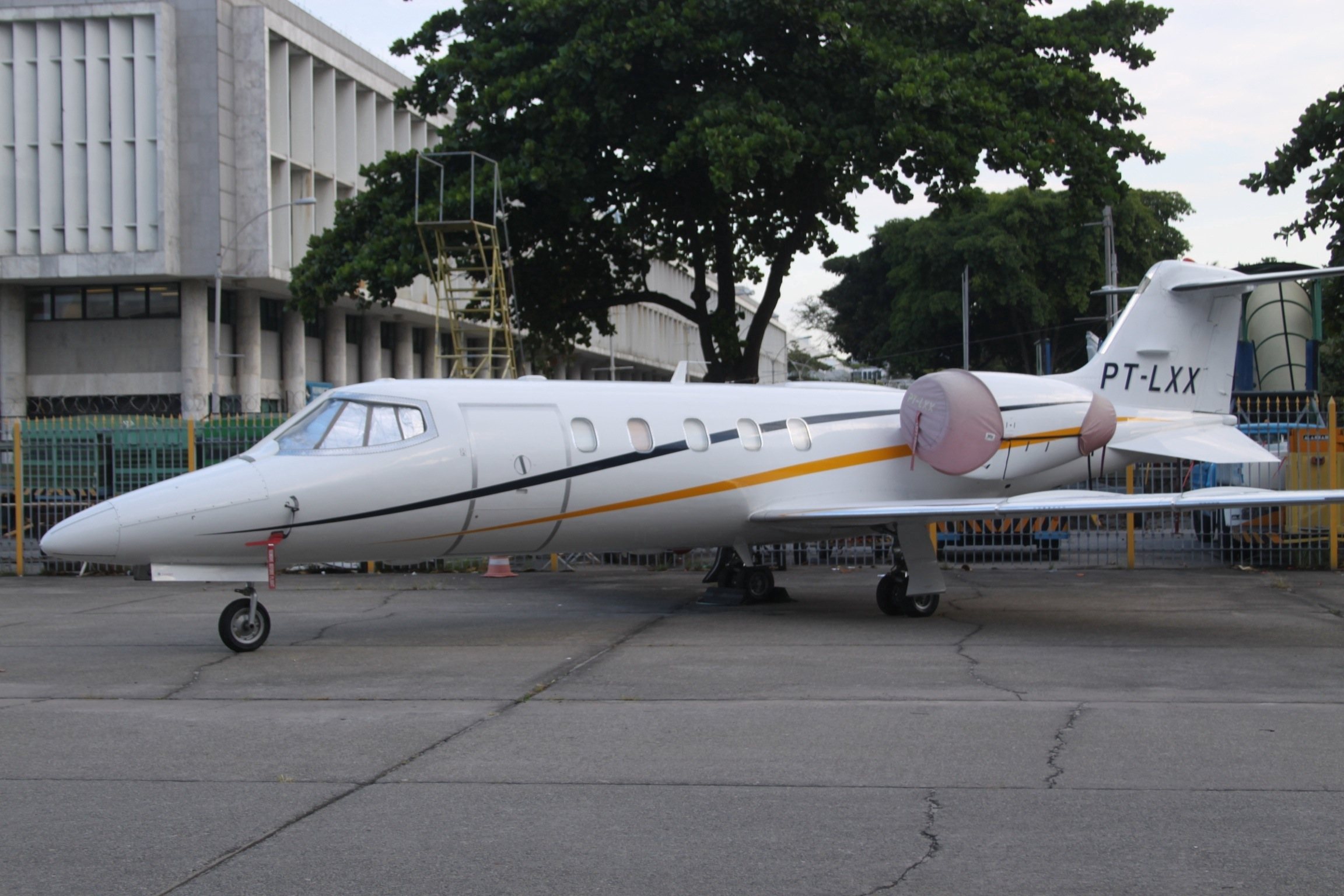
Learjet 31

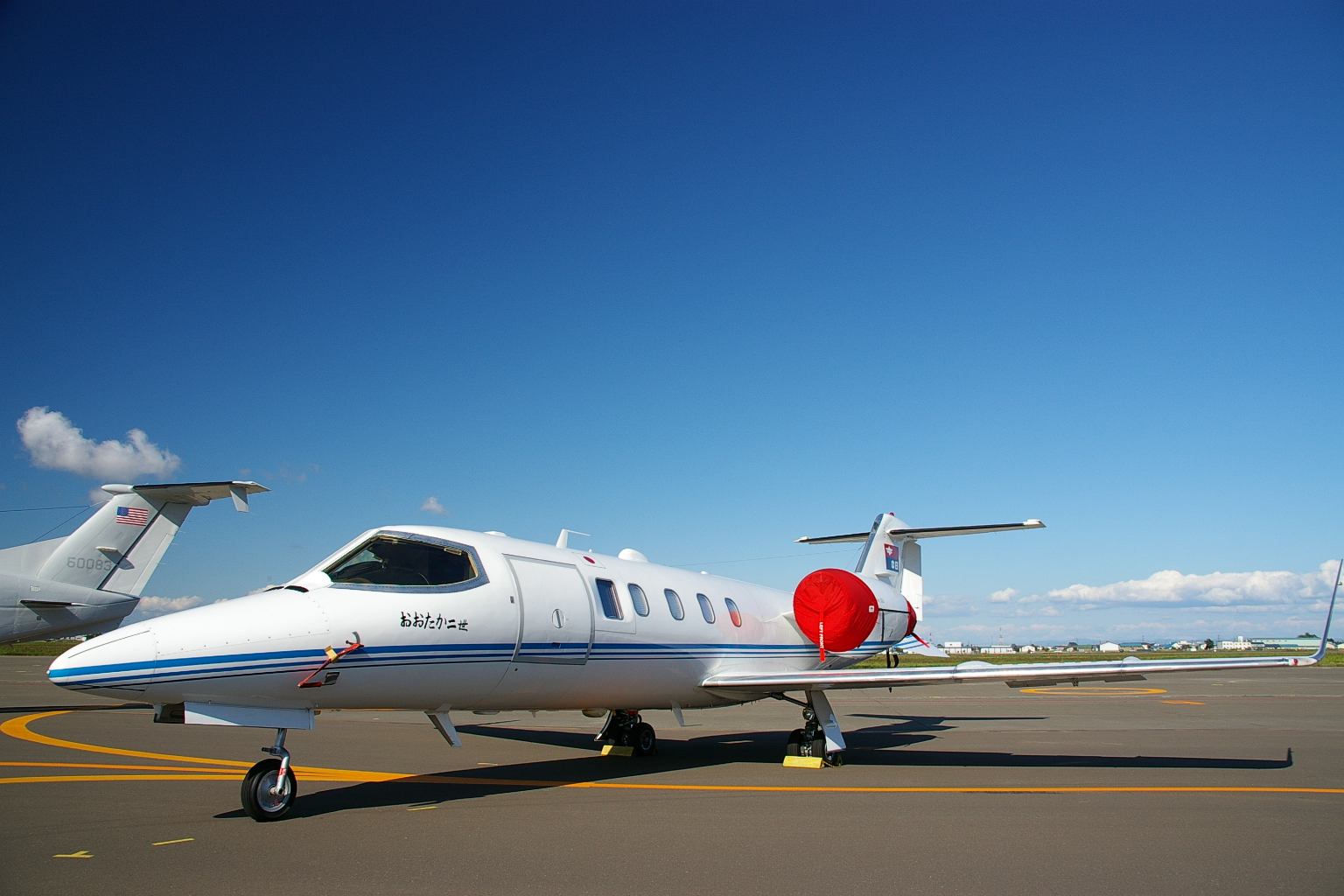
Learjet 31A

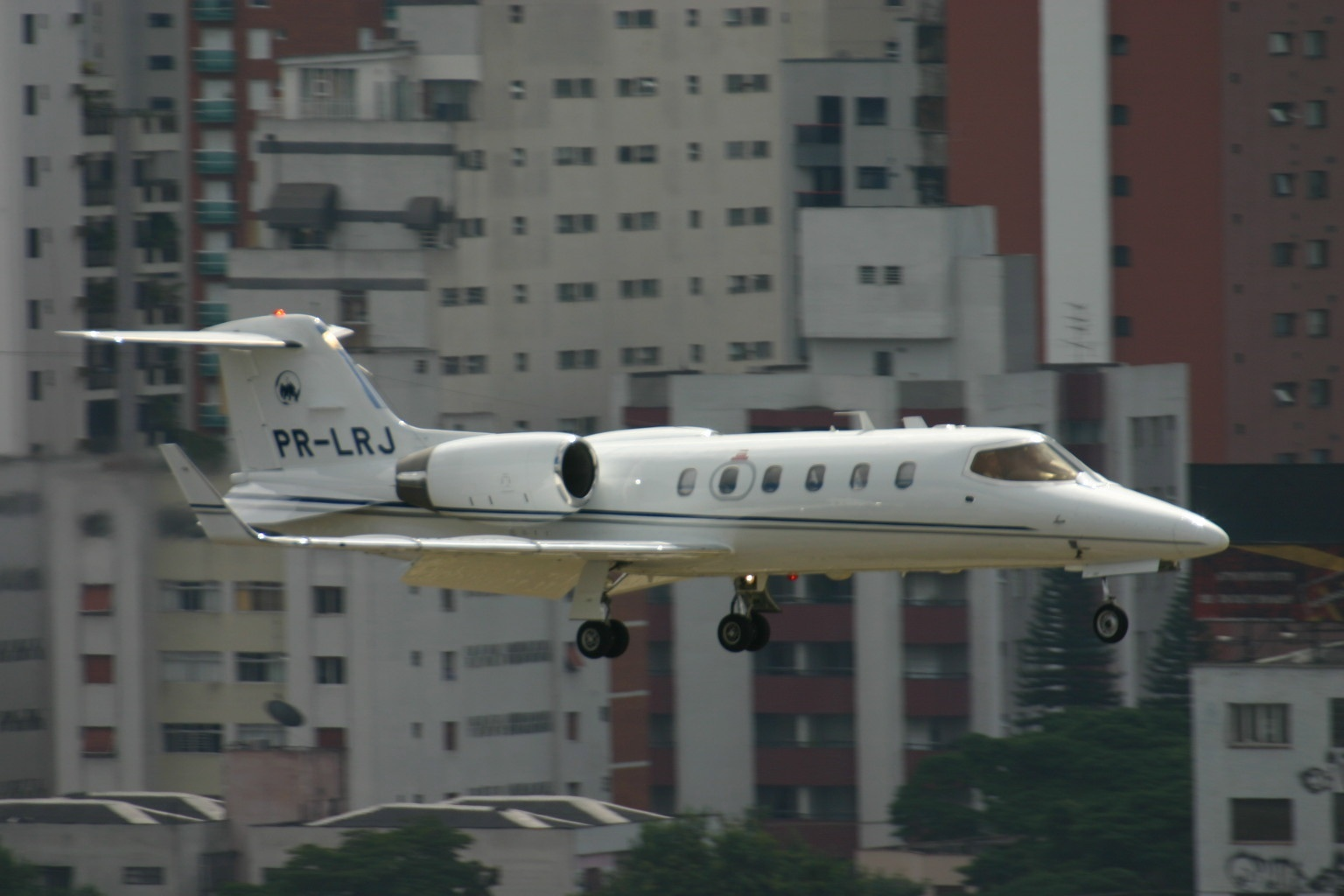
Learjet 31A

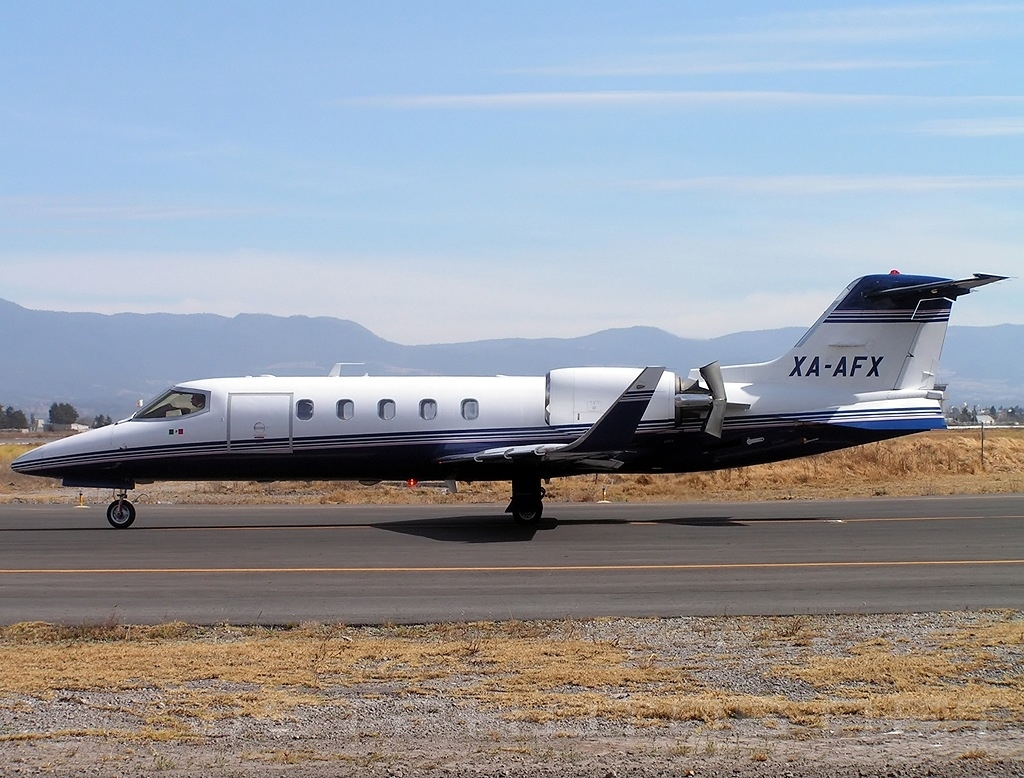
Приватний Learjet 31A

Пакистан
- Уряд Белуджистана, Пакистан

 США
- НАСА
- Компанія «Elite Air» [Архівовано 1 листопада 2020 у Wayback Machine.]
- Компанія «Pulver Aviation»

 ОАЕ
- Компанія «The Eghtesad Family»

 Індонезія
- Міністерство транспорту Індонезії[3]

 Канада
- Компанія «Vinci Aviation»[4]

 Естонія
- Компанія «Panaviatic»[5]

 Іран
- Комісія з цінних паперів